# Franjo Mahorčič
Franjo Mahorčič, slovenski inženir kemije, metalurški strokovnjak, * 23. november 1911, Sežana, * 13. marec 1975, Ravne na Koroškem.

## Življenje in delo
Rodil se je v družini gostilničarja Franca in gospodinje Ane Mahorčič rojene Perhavec. Ljudsko šolo je obiskoval v Divači, dokončal v Ljubljani, kjer je obiskoval tudi gimnazijo, maturiral pa v leta 1930 Subotici. Diplomiral je iz kemije leta 1936 na ljubljanski tehniški fakulteti. Sprva je služboval v mariborski usnjarni Preund, nakar se je marca 1938 preselil v Guštajn (sedaj Ravne na Koroškem), kjer se je zaposlil v Thurnovi jeklarni. Tu je bil najprej obratovodja v jeklarskem obratu s Siemens-Martinovo pečjo ter nato v livarni. Strokovno se je izpopolnjeval v jeklarni Böhler v avstrijskem Kapfenbergu. Leta 1943 je začel sodelovati z Osvobodilno fronto ter avgusta 1944 odšel v partizane. Konec maja 1945 ga je ministrstvo za industrijo in rudarstvo Ljudske republike Slovenije imenovalo za svojega delegata v ravenski železarni, 16. februarja 1946 pa je postal njen tehnični direktor. To funkcijo je opravljal vse do smrti.  V Železarni Ravne je vodil tehnološke postopke in neposredno strokovno sodeloval pri posodabljanju proizvodnega postopka, uvajanju nove tehnologije in opremljanju obratov. Bil je eden od velikih strokovnjakov na področju jeklo-livarstva, proizvodnje in metalurške predelave jekla v Jugoslaviji. Veliko je prispeval k združevanju slovenskega železarstva.
Franjo Mahorčič je na področju jeklarstva uvedel dva bistvena postopka: izdelavo legiranih jekel po krom-redukcijskem postopku in žilavenje jekla v jeklarskih pečeh s kisikom namesto z železovo rudo. 
Bil je član raznih jugoslovanskih železarskih poslovodnih organov. Na Ravnah se je izkazal tudi kot organizator športa, zlasti plavanja. Leta 1975 je za življenjsko delo prejel Kraigherjevo nagrado.